# 宝引の辰捕者帳
『宝引の辰捕者帳』（ほうびきのたつとりものちょう）は、泡坂妻夫作の時代小説シリーズ。泡坂にとってこれが初の時代小説である。
作品の特徴として、すべての作品が一人称であり、「ですます調」で語られている点が挙げられる。また、子分の松吉と算治を含めた語り手は一話ごとに全て異なっており、主人公の辰自身が語り手になっている作品も何点か見受けられる。
なお、本作では「捕者帳」と表記されているが、これは三田村鳶魚の説を採ったことによる。

## ストーリー
幕末の江戸、神田は千両長屋で暮らす岡っ引きの辰は、御用のかたわら"宝引"作りをしていることから「宝引の辰」と呼ばれている。その辰の快刀乱麻の活躍ぶりを事件の関係者の視点から一人称で描く。

## 作品
書籍化されているシリーズの作品は2008年8月現在下記の通りである。ほとんど短編小説（「凧をみる武士」収録の「凧をみる武士」のみ中編）であり、ハードカバーで出版（下に特記する以外はすべて文藝春秋から）されたあと、文庫が文春文庫から出版された（最新刊「織姫かえる」を除く）。

| - 鬼女の鱗（1988年3月実業之日本社刊） - 目吉の死人形 - 柾木心中 - 鬼女の鱗 - 辰巳菩薩 - 伊万里の杯 - 江戸桜小紋 - 改三分定銀 - 自来也小町（1994年6月刊） - 自来也小町 - 雪の大菊 - 毒を食らわば - 謡幽霊 - 旅差道中 - 夜光亭の一夜 - 忍び半弓 - 凧をみる武士（1995年5月日本放送出版協会刊） - とんぼ玉異聞 - 雛の宵宮 - 幽霊大夫 - 凧をみる武士 - 朱房の鷹（1999年4月刊） - 朱房の鷹 - 笠秋草 - 角平市松 - この手かさね - 墓磨きの怪 - 天狗飛び - にっころ河岸 - 面影蛍 - 鳥居の赤兵衛（2004年8月刊） - 鳥居の赤兵衛 - 優曇華の銭 - 黒田狐 - 雪見船 - 駒込の馬 - 毒にも薬 - 熊谷の馬 - 十二月十四日 - 織姫かえる（2008年8月刊） - 消えた百両 - 願かけて - 織姫かえる - 焼野の灰兵衛 - 千両の一失 - 菜の花や - 蟹と河童 - 五ん兵衛船 - 山王の猿 - だらだら祭 |

## テレビドラマ
NHK金曜時代劇で1995年3月31日 - 8月18日（全21話）まで放送された。なお、上記の特殊な一人称構成は再現されておらず、また内容的にもオリジナルな脚色が多い。

### キャスト
- 宝引の辰：小林薫
- お柳：萬田久子
辰の恋女房。
- 景：小林恵
辰の娘。活発で男勝り。
- 松吉：増田由紀夫
辰の手下の下っ引き。陽気だがドジ。
- 算治：西島秀俊
辰の手下の下っ引き。元は武士で武芸の達人だが、侍家業に嫌気が差して植木職人兼下っ引きに「転職」した。
- 男十郎：石倉三郎
辰の同業者の岡っ引き。「聖天の男十郎」と名乗っているが、面のまずさから「セイウチの男十郎」とあだ名されている。
- 半次：岩田光央
団十郎の手下の下っ引き。
- 能坂要：渡辺いっけい
同心。辰と男十郎の上司。
- 頓鈍：吉村明宏
- サブ：山口晃史
- 初：田中広子
- 林森：富田樹央
- 弥助：牧口元美
- きよ：原知佐子
- 左五丈：氏神一番（カブキロックス）
- 絹：橋野恵美
- 茜：近藤結宥花
算治の幼馴染の武家娘。
- 鶴：正司歌江
- 桜水：神崎愛
- 照月：とよた真帆
- お吉：花原照子
- 鉄五郎：小林桂樹
辰の父親で、先代岡っ引きの「大親分」。

### サブタイトル
| 話     | 放送日        | サブタイトル   | ゲスト出演者                 |
| ------ | ------------- | -------------- | ---------------------------- |
| 第1話  | 1995年3月31日 | 自来也小町     | 伊藤かずえ、鶴田忍           |
| 第2話  | 1995年4月7日  | 雪の大菊       | 京本政樹、佐藤忍             |
| 第3話  | 1995年4月14日 | 雛の宵宮       | 岡まゆみ、上野美津恵         |
| 第4話  | 1995年4月21日 | 鬼女の鱗       | 金久美子、福井貴一、大河内浩 |
| 第5話  | 1995年4月28日 | 蒼い瞳の疑惑   | 久手堅ティナ、大橋吾郎       |
| 第6話  | 1995年5月5日  | 泥棒番付       | 野村真美                     |
| 第7話  | 1995年5月12日 | 辰巳菩薩       | 未來貴子、石田登星           |
| 第8話  | 1995年5月19日 | 江戸桜小紋     | 段田安則                     |
| 第9話  | 1995年5月26日 | とんぼ玉秘聞   | 森口瑤子                     |
| 第10話 | 1995年6月2日  | 南蛮うどん     | 安藤一夫、徳井優             |
| 第11話 | 1995年6月9日  | かんどう息子   | 長門裕之                     |
| 第12話 | 1995年6月16日 | 形見の宝刀     | 平田満、河原さぶ             |
| 第13話 | 1995年6月23日 | 最期の願い     | 鮎ゆうき、麻生侑里           |
| 第14話 | 1995年6月30日 | 死者の調べ     | 木場勝己、渋谷琴乃           |
| 第15話 | 1995年7月7日  | 謡幽霊         | 近童弐吉、川上麻衣子         |
| 第16話 | 1995年7月14日 | 講釈連続殺人   | 姿晴香、篠井英介             |
| 第17話 | 1995年7月21日 | 伊万里の杯     | 林美穂、村上雅俊             |
| 第18話 | 1995年7月28日 | 毒を食らわば   | 原田貴和子、田中隆三         |
| 第19話 | 1995年8月4日  | メキシコ・ダラ | 今村恵子、ベンガル           |
| 第20話 | 1995年8月11日 | 忍び半弓       | 筒井真理子、宮川一朗太       |
| 最終話 | 1995年8月18日 | 千両花嫁       | 峰岸徹、大路恵美             |

### テーマ曲
「夢一夜」歌：森重樹一